# Convento de Capuchinos (Jérica)
El convento de capuchinos de Jérica (Provincia de Castellón, España) se localizaba en la calle D. Pablo Barrachina.
Hasta no hace mucho se alzaban en pie diversas construcciones pertenecientes al mismo, pero durante la Guerra Civil fueron destruidas, además, Regiones Devastadas construyó un grupo de casas en el lugar donde se localizaba éste.

## Historia
En el año 1578 vinieron a España los capuchinos, fundando el primer convento en Sarriá (Barcelona). El beato San Juan de Ribera (Sevilla, 1532 - Valencia, 1611), «buscando siempre auxiliares eficaces para la conversión de los moriscos, pidió capuchinos para Valencia, en donde inauguró su iglesia el 5 de agosto de 1598».
En el año 1618, Marco Martín, vecino de la villa de Jérica, solicita del P. Provincial Fr. Miguel de Valencia la fundación del convento con objeto de que los capuchinos se establecieran en la población, ofreciéndose a costear todos los gastos de las obras y la solicitud de permiso del ayuntamiento para que los capuchinos fundasen el convento y se establecieran en Jérica, permiso que fue concedido. El P. Provincial acepta el ofrecimiento y se encarga de tramitar la solicitud de autorización eclesiástica por parte del obispo, que también fue concedida.

## SigloXVII
El 4 de enero de 1619, en las afueras de la villa (la actual Calle Don Pablo Barrachina), se colocó la primera piedra del convento de los capuchinos (decimocuarto de la orden), asistiendo el Padre Provincial Fray Miguel de Valencia, capuchinos que ya se encargarían de las obras de construcción del convento, Marco Martín, quien como dijimos anteriormente, costeó la edificación del mismo y que posteriormente tomó los hábitos como F. Tomas de Xérica, las autoridades y la población en general.

## Peste bubónica
En los años 1647 y 1648, Jérica sufrió los azotes de la peste bubónica "de Levante (Los síntomas que caracterizaban la enfermedad era: calentura fuerte, espasmos, palpitaciones, letargo, delirio, con bubones en las ingles, debajo de los brazos y a veces detrás de las orejas y manchas lívidas en la piel; las muertes eran por lo común rápidas y violentas y no pocas repentinas)" y las autoridades acordaron que el convento de los capuchinos se convirtiera en hospital para los apestados.
Convertido el convento en hospital, éste estuvo atendido por los capuchinos, siendo un sacerdote y un corista los responsables de cuidar a los enfermos, tarea a la que se entregaron con gran dedicación y caridad. Una vez desaparecida la peste, se desinfectó el convento y los capuchinos volvieron a habitarlo como tal.

## SigloXVIII
El famoso escultor y arquitecto Nicolás Camarón (Huesca, 1692 - Segorbe, 1767) entre los años 1716 y 1767 mientras vivió en Segorbe realizó la Divina Pastora de Jérica, la Pastorica, que estuvo en la Iglesia Arciprestal y donde los capuchinos y el pueblo le rendían devoción.
En 21 de marzo de 1764 se pidió mediante el Nuncio de Su Santidad un estado de las rentas de los conventos, y si alguno tenía más individuos de los que con ellas o con las limosnas comunes podían mantenerse. El obispo pasó circular a todos los de la diócesis, y de las respuestas que dieron están sacados los siguientes datos:
convento capuchinos en Jérica. Había 24 religiosos. Renta, la limosna calculada en 20 cahíces de trigo, 10 libras de seda, 15 arrobas de lana, 300 cántaros de vino, cahiz y medio de alubias, 2 cahíces de panizo».

## Llegada de los franceses y cierre definitivo
«Perseguidos en su país, vinieron a España muchos franceses y en 2 de noviembre de 1792 se prohibió que los sacerdotes franceses vivieran en casas particulares y mandó a los capitanes generales que los distribuyesen por los conventos de los pueblos, repartiendo un total de 54, de los cuales les correspondieron a los Agustinos y capuchinos de Jérica tres en cada convento».
En 1811, con la entrada de los franceses, los capuchinos después de salvar todo lo que pudieron huyeron del convento, al igual que la población de Jérica y las poblaciones vecinas, que ante el gran número de fuerzas francesas las comunidades religiosas, las mujeres, niños y ancianos, huyeron a los montes próximos. Los franceses, al llegar a Jérica, hicieron al igual que en otras partes, robar, destrozar y profanar la iglesia, que convirtieron en caballeriza.
Al expulsar a los franceses de España en 1813, los capuchinos quisieron restaurar de nuevo el convento, lo que les fue impedido por haber decretado las Cortes de Cádiz que los conventos que hubieran cerrado con motivo de la presencia de los franceses, no se abriesen más. Pero con la llegada al poder de Fernando VII, todos los conventos se abrieron, así como el de los capuchinos de Jérica.
El 14 de febrero de 1821, el Obispo de Segorbe solicitó del Gobierno que entre otros se conservara el convento de capuchinos de Jérica, lo que fue concedido, pero el día 20 del mismo mes, el jefe político envió las órdenes de supresión y reducción, suprimiendo el de capuchinos de Jérica y sus individuos incorporados al de Segorbe. El convento ya permaneció cerrado hasta que en el año 1835 fue clausurado definitivamente. Este convento fue de tercera clase y perteneció a la Custodia de Valencia.

## Guardianes
La lista de los Guardianes desde 1752 es la siguiente:
| Fecha | Guardián                    |
| ----- | --------------------------- |
| 1752  | Felipe de Vistabella        |
| 1755  | Leandro de Benicarló        |
| 1760  | Clemente de la Puebla       |
| 1763  | Tomás de Canals             |
| 1764  | Domingo de Vinaroz          |
| 1767  | Francisco de Useras         |
| 1770  | Buenaventura de Benifairó   |
| 1773  | Agustín de Zurita           |
| 1776  | Tomás de Cantavieja         |
| 1780  | Juan Bautista de Vistabella |
| 1783  | Félix de Adzaneta           |
| 1786  | Serafín de Castellón        |
| 1787  | lsidoro de Alzira           |
| 1789  | Ángel de Alcoy              |
| 1792  | Fidel de Callosa            |

| Fecha | Guardián                   |
| ----- | -------------------------- |
| 1795  | Agustín de Villajoyosa     |
| 1798  | Buenaventura de Onteniente |
| 1801  | Francisco de Alcoy         |
| 1804  | Rafael de Torreblanca      |
| 1806  | Pablo Antonio de Callosa   |
| 1807  | Francisco de Villanueva    |
| 1810  | Rafael de Torreblanca      |
| 1814  | Domingo de Jérica          |
| 1815  | Lorenzo de Oliería         |
| 1818  | Bartolomé de Oliería       |
| 1819  | Andrés de Valencia         |
| 1824  | Carlos de Belgida          |
| 1827  | Pedro de Biar              |
| 1830  | Bartolomé de Oliería       |
| 1833  | Fulgencio de Fortuna       |